# Détachement 101
Le Détachement armé 101 était une unité de l’Office of Strategic Services (OSS) des États-Unis déployée en Birmanie et en Chine pendant la Seconde Guerre mondiale.

## Introduction
L’occupation japonaise de la Birmanie a coupé l’antique route de Birmanie à la Chine qui était utilisée pour les pèlerinages et pour amener de l’Inde des textes bouddhiques. La route moderne servait aux commerces licite et illicite dans cette région de contrebande et piraterie endémiques. Pendant la Seconde Guerre mondiale, elle servait à ravitailler la République de Chine en armes par la voie terrestre et à extraire de Chine des ressources en minerais rares, comme le cobalt et le tungstène, qui rentrait dans la composition des aciers spéciaux pour l’industrie de guerre alliée.
Pour consolider et développer cette route appropriée à la circulation des convois de camions lourds, il a fallu des renseignements précis et fiables et assurer la sécurité militaire pour le Génie militaire affecté à cette construction. Les Chindits et les Maraudeurs de Merrill assuraient cette sécurité militaire pendant que le Détachement 101 recueillait les renseignements et effectuaient des opérations spéciales de sabotage et d’infiltration. Les Japonais contrôlaient le Nord de la Birmanie et occupaient la ville de Myitkyina et ses environs, ce qui empêchait d’effectuer les travaux pour construire la route de Ledo et la continuer jusqu’à la Chine. 
Le détachement armé 101 de l’Office of Strategic Services américain a été une création au hasard des nécessités mais ses réussites furent telles que son héritière, la CIA, l’a prise comme modèle pour ses actions clandestines.

## Genèse
Manquant d’hommes, d’équipements, de directives claires de Washington et surtout de renseignements sur la situation en Assam, Carl Eifler (1906-2002) avait l’immense tâche de bâtir une organisation secrète pour mener des opérations clandestines dans une situation où les ressources humaines et matérielles étaient accaparées par les Britanno-Birmans. Malgré tout, le groupe fut formé au début de février 1943. Il était composé de douze agents britanno-birmans sous les ordres du Capitaine Jack Barnard, détaché de l’armée birmane. Basé sur une plantation de thé, ce groupe commença à s’agrandir par un recrutement local et à opérer au Sud de Myikyna en jonction avec l’offensive alliée. Ce groupe a ensuite contacté la minorité montagnarde des Kachins pour organiser la guérilla et harceler les Japonais. À la fin du mois de janvier, les résultats ont impressionné le quartier général de Joseph Stilwell qui demanda d’amplifier les contacts avec les Kachins et de leur fournir plus d’équipements. Les relations avec les Kachins ont fait un grand bond en avant avec l’arrivée d’un prêtre catholique qui parlait kachin et connaissait bien cette population. Avec de plus en plus de contacts, la différence culturelle entre Kachins et Alliés s’estompait. Les militaires apportant l’argent et l’équipement, trouvaient chez les Kachins, chasseurs et cueilleurs de jungle, d’excellentes compétences pour la guérilla dans l’observation et l’action. Leurs missions variaient du sauvetage des aviateurs tombés dans la jungle au renseignement et jusqu’aux sabotages et combats de harcèlement.
Le quartier général du théâtre d’opérations devenait de plus en plus conscient de la valeur de ce Détachement 101 de l’OSS et injecta argent et équipement allant jusqu’à lui donner ses propres avions et surtout des appareils de télécommunication.
Le même phénomène s’est répété avec des détachements de la CIA au Viêt Nam et au Laos durant les années 1960-1970.

### Opérations militaires
Dans toutes les batailles des Chindits et des Merrill's Marauders, le détachement 101 était autour et plus encore. L’Office of Strategic Services (OSS) a été créé par William J. Donovan sur l’ordre du président Franklin Delano Roosevelt en centralisant une multitude de services de renseignement et après la Seconde Guerre mondiale, il s’est métamorphosé en CIA (Central Intelligence Agency). L’OSS se composait de deux branches, le renseignement et l’action directe. À la fin de 1943, le détachement a grandi considérablement et se préparait pour les prochaines grandes offensives lorsque Eifler a été blessé et remplacé par William R. Peers. La force de guérilla a atteint un effectif de 3 000 combattants recrutés dans la population locale.
Le Détachement 101 se fiait à ses unités de Kachins (Jingpo) dans la plupart des combats, Maddox recommandait la consolidation dans plusieurs zones pour attaquer les transports japonais et les postes isolés en constituant un écran de sécurité à l’avance vers le Sud de la XIVe Armée chinoise en Birmanie du Nord. Les Kachins représentaient 8 % des forces alliées et infligeaient aux Japonais 29 % de pertes. L’effectif des Kachins autour de la route de Birmanie totalisait environ 5 500 combattants et se combinait avec les Maraudeurs survivants. Le détachement et les Maraudeurs opéraient principalement à la frontière sino-birmane avec la guérilla Kashin en contournement des forces japonaises, en éclaireurs et en voltigeurs des forces alliées. C’était principalement des combattants de l’ombre qui apparaissaient et disparaissaient comme des fantômes, se fondant et vivant dans la population locale comme un poisson dans l’eau. Pour les Kashins, c’était leur propre guérilla avec le but politique de sortir de la domination birmane en se servant de l’aide américaine qui, réciproquement, se servait des Kashins pour lutter contre les Japonais.
Ce phénomène de symbiose ou d’exploitation mutuelle s’est reproduit plus tard pendant la guerre d'Indochine avec les Français et la guerre du Viêt Nam avec les Américains. Les Français et les Américains ont tenté de soulever la population des minorités montagnardes du Viêt Nam en implantant des « maquis » sur la cordillère annamitique avec les « Moï » (littéralement « sauvages » en vietnamien) et dans le Nord-Ouest du Viêt Nam, à la frontière laotienne avec les « Muong » et « Thaï ».
William R. Peers a prévu de dissoudre le Détachement armé 101 à l’ouverture de la route de Birmanie, puisque son acte de naissance portait la mention d’une mission de renseignement et sécurité militaire pour permettre au génie militaire de construire cette route qui reliait la Birmanie à la Chine, mais le déplacement des combats vers d’autres zones demandait que les bataillons de Kachins fussent retenus pour d’autres opérations militaires, au moment où ceux-ci, par centaines, étaient prêts à revenir à leurs villages menacés par des brigands chinois. Environ 2 500 se sont portés volontaires pour l’offensive finale vers le Sud, en conjonction avec 1 500 « Karen », « Gurkha » et « Shan », qui commençait en avril 1945. Avec leur tactique de chasseurs-cueilleurs, ils se sont infiltrés et répandus en territoire tenu par les Japonais. Ils ont établi des bases opérationnelles, harcelé les postes isolés et attaqué les lignes de transport, particulièrement sur la route Taunggyi-Kentung par où les troupes japonaises tentaient désespérément de s’échapper en une retraite férocement organisée par une arrière-garde pugnace. Malgré le soutien aérien, les Kashins ont eu 1 200 tués de la part des Japonais. Cette action a valu au Détachement 101 de recevoir la Distinguished Unit Citation. Finalement, les opérations en Birmanie se sont terminées avec la dissolution des bataillons kashins le 12 juillet 1945 quand leurs membres ont pu retourner tranquillement à leurs villages. Le détachement 101 s’est métamorphosé avec son noyau dur qui s’est reporté vers la Chine au moment où les forces japonaises étaient partout sur la défensive. Au plus fort des opérations, les bataillons kashins comptaient jusqu’à 3 000 combattants opérant en conjonction avec les Chindits et les Merrill's Marauders.
Comme une ombre, le Détachement 101 suivait les grandes opérations militaires en Birmanie et en Chine où il était en contact direct avec l’état-major allié à Kunming dans la province de Yunnan, au Nord du Viêt Nam. De là, le détachement 101 entra en contact avec les nationalistes vietnamiens qui les aidaient pour le renseignement et le sauvetage des aviateurs. En retour, le détachement 101 du Yunnan aidait ces nationalistes vietnamiens en leur fournissant quelques armes et du matériel de télécommunication. Cette aide, surtout psychologique, renforçait les nationalistes vietnamiens dans leur détermination. Le major Archimedes Patti (en) était le 2 septembre 1945 à Hanoï à côté de Võ Nguyên Giáp, sur la tribune d’honneur, chantant l’hymne national vietnamien et saluant du poing levé, à la déclaration d’indépendance du Viêt Nam par Hô Chi Minh, première grande étape de la guerre d'indépendance.
Le premier militaire américain tué au Viêt Nam le 26 septembre 1945 a été le major Albert Peter Dewey (en) de l'OSS venu à Saigon, débarqué le 4 septembre, en mission secrète d'avant-garde, pour localiser les prisonniers américains détenus dans les camps japonais. Sur la route de l'aéroport de Saïgon, un milicien vietnamien a tiré par erreur, le prenant pour un Français, après avoir répondu en français à sa sommation. Auparavant, le major Dewey avait participé aux « maquis » français lors de l'opération Dragoon du débarquement de Provence.

### Après la Seconde Guerre mondiale
Le Détachement 101 était les yeux, les oreilles et le bras armé de la politique rooseveltienne de décolonisation. Il aidait les nationalistes vietnamiens pendant que les Britanniques aidaient les Français à revenir en Indochine française en parachutant des émissaires français et en amenant à Saïgon un détachement du corps léger d'intervention de Leclerc et Massu dans les bagages de la 20e division indienne du général Gracey.
En Indochine britannique (Birmanie et Malaisie), le détachement 101 aidait les indépendantistes birmans et malais. Aidés par le Détachement 101, mais également par la Force 136 britannique, les Chinois de Malaisie étaient les principaux résistants contre l’occupation japonaise et après la fin de la Seconde Guerre mondiale, ils ont résisté contre la colonisation britannique pour l’indépendance. À l’indépendance, ils ont formé la Cité-État de Singapour, au bout de la Malaisie musulmane, sur le détroit de Malacca, entouré de l’Indonésie qui a la plus forte population musulmane du monde et des Philippines musulmanes. La Birmanie indépendante continue d’opprimer ses minorités, dont les Kashins.

### Conclusion
Le détachement 101 de l’OSS a été le prototype et le modèle de différents groupements de la CIA opérant dans la clandestinité. C'est aussi le parallèle du SOE (Special Operation Executive) britannique et de tous les « Services Action » qui font la fortune des romanciers et des cinéastes.